# KITT
KITT és el sobrenom de dos personatges de ficció de dues sèries de televisió anomenades Knight Rider.

## KITT I
El primer va ser un Pontiac Trans Am anomenat Knight Industries Two Thousand i era el cotxe de Michael Knight (personatge interpretat per David Hasselhoff) a la sèrie que es va emetre del 26 de setembre de 1982 al 8 d'agost de 1986. Va ser construït per Wilton Knight un excentric millonari.

## KITT II
El segon personatge també és en KITT però en aquesta ocasió correspon a un Ford Shelby GT 500KR però l'acrònim en aquesta ocasió correspon a Kinght Industries Three Thousand, i que era el cotxe a la sèrie El cotxe fantàstic 2008.